# Matteo II Visconti
Matteo II Visconti, född 1319, död 1355, var härskare över Milano från 1349 till 1355. 